# Marangoni (azienda)
La Marangoni S.p.A. è un'azienda italiana a capo di un gruppo nel settore dello pneumatico con stabilimenti produttivi e sedi commerciali in tutto il mondo.
Ha sede a Rovereto (TN) ed è specializzata nella ricostruzione a livello industriale di pneumatici per autocarro, movimento terra e trasporto leggero.
Oltre al marchio Marangoni, usato sugli pneumatici nuovi, i principali brand di proprietà dell'azienda sono:
- Ringtread (sistemi e tecnologie per la ricostruzione a freddo)
- Marix (pneumatici ricostruiti)
- Profiliner (fasce battistrada prestampate)

## Storia

### Anni quaranta
Nel 1945 Giuseppe Marangoni apre in Corso Bettini a Rovereto un'officina di riparazione degli pneumatici.

### Anni cinquanta
Grazie all'acquisto dei primi macchinari per la ricostruzione, nel 1955 viene avviata l'attività di ricostruzione degli pneumatici nella sede in piazza Macallè a Rovereto.
Con la crescita del volume di affari, l'officina di riparazione venne trasferita da Corso Bettini in Via dell'Abetone, mentre l'attività di ricostruzione fu spostata presso le ex caserme di Piazza Follone
L'acquisto dei primi mescolatori per gestire autonomamente anche la produzione delle mescole, sancì l'indipendenza da appoggi esterni per eseguire il ciclo di rigenerazione degli pneumatici e il passaggio da officina a vera e propria attività industriale.
Questo momento coincide con la costituzione, nel 1957 della "Società Marangoni Fratelli" che trovò sede in uno stabilimento della periferia sud di Rovereto.

Il 1959 è l'anno che segna la costituzione di ben tre società, focalizzate su tre aree distinte:
- Marangoni Pneumatici (produzione pneumatici)
- Marangoni Meccanica (macchinari per la produzione degli pneumatici)
- Pneusmarket (commercializzazione degli pneumatici)

Quest'ultima era destinata a costituire il primo elemento di una rete di punti vendita e assistenza ai clienti diffusi in Trentino-Alto Adige e nelle regioni limitrofe, completando così la filiera della gomma.

### Anni sessanta
Tra le tappe fondamentali dello sviluppo dell'azienda va ricordata, nel 1969, l'inaugurazione dello stabilimento Marangoni Pneumatici in via del Garda a Rovereto.
La sede originaria collocata in Via Abetone fu invece destinata alla Marangoni Meccanica.

### Anni settanta
Nel 1973 iniziano gli studi per la ricostruzione "a freddo" del pneumatico attraverso un innovativo battistrada prestampato ad anello. La fase sperimentale durò solo un anno e, nel 1974, iniziò la produzione del nuovo prodotto, denominato "RINGTREAD".
A questa novità è legata la nascita, nel 1976, della Marangoni RTS (Ring Tread System) con la costruzione di uno stabilimento a Ferentino (in Provincia di Frosinone).
Questo non ha però cambiato l'importanza che ha ricoperto e continua a ricoprire la ricostruzione "a caldo" nella storia del Gruppo: una tecnologia continuamente sviluppata e perfezionata dalla Marangoni Pneumatici di Rovereto..
Nel 1977 iniziano gli studi per la produzione di pneumatici nuovi, progetto che fu però rinviato seppur in fase molto avanzata.

### Anni ottanta
L'importante crescita delle attività industriali del Gruppo porta, nel 1984, alla costituzione della Marangoni S.p.A. come holding capogruppo con funzione di direzione e coordinamento di tutte le società operative.
L'anno successivo è segnato dall'avviamento, presso lo stabilimento della Marangoni Pneumatici di Rovereto, di un termovalorizzatore finalizzato allo smaltimento delle gomme "a fine vita" e alla generazione di corrente elettrica. L'impianto è stato soggetto a continue correzioni, sviluppi ed innovazioni, anche per adeguarlo alle nuove necessità ambientali: dal 2000 gli impianti, ormai di terza generazione, sono diventati due.
Nel 1986 la Marangoni Pneumatici estende ulteriormente la propria gamma di prodotti iniziando a produrre gomme piene per usi industriali (usate per equipaggiare i carrelli elevatori).
Il 1989 presenta l'opportunità di concretizzare il progetto relativo alla produzione di pneumatici nuovi, accantonato in precedenza; ciò si concretizza nella costituzione della società Marangoni Tyre S.p.A. con uno stabilimento produttivo di pneumatici vettura ad Anagni (Provincia di Frosinone) poi chiuso.

### Anni novanta
Questo periodo è segnato dall'acquisizione in Germania della Ellerbrock GmbH, azienda localizzata ad Amburgo e specializzata nella produzione di fasce battistrada prestampate per la ricostruzione di pneumatici autocarro.
Nel 1993 viene inaugurato un nuovo stabilimento della Ellerbrock GmbH a Henstedt-Ulzburg.
La Marangoni Pneumatici può vantare di essere il primo ricostruttore italiano ad ottenere le certificazioni europee ECE ONU 108 (per vettura) e 109 (per veicoli industriali) nel 1999, con largo anticipo rispetto all'obbligo di legge, scattato solo a partire dal 2006.

### Anni duemila
In questa fase della storia del Gruppo, fu lo stabilimento della Marangoni Tread di Ferentino ad essere il centro di significativi rinnovamenti tecnologici, tutti concentrati sul processo produttivo degli anelli RINGTREAD, che - con lo sviluppo dell'isola "Alpharing" - venne automatizzato e racchiuso in uno spazio contenuto.
Negli anni successivi prosegue la strategia di espansione a livello globale che porta all'inaugurazione di due nuovi stabilimenti:
- nel 2002 quello della Marangoni Tread do Brasil a Belo Horizonte
- nel 2003 quello della Marangoni Thread North America a Nashville (Tennessee)

Nel 2006, nei pressi della sede della Marangoni Pneumatici di Rovereto, viene aperta la nuova sede della Marangoni Meccanica.
Nel 2007 si costituisce il Centro Ricerca Avanzata e Sviluppo del Gruppo.

Nello stesso anno l'azienda decide di aprire un ufficio di rappresentanza a Shanghai per sviluppare le proprie attività in Asia.
Il 2009 è segnato dall'apertura di un sito produttivo in Sri Lanka, dedicato alla produzione di gomme piene.